# Sangerhausen (stad)

De dorpen binnen de gemeente Sangerhausen

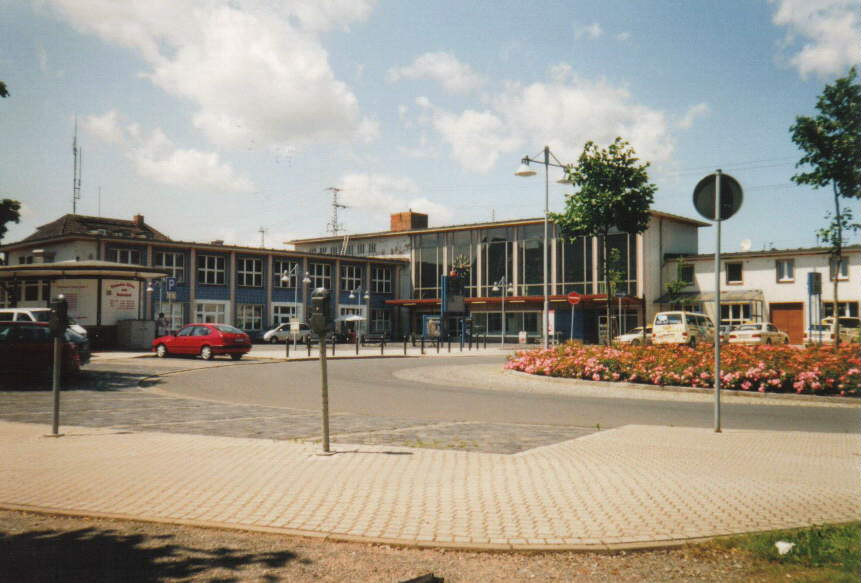
Station Sangerhausen

Sangerhausen is de hoofdgemeente van de Landkreis Mansfeld-Südharz in de deelstaat Saksen-Anhalt, op ongeveer 50 km ten westen van Halle (Saale) en telt 25.703 inwoners.

## Geografie
Sangerhausen ligt aan de oorstelijke rand van het Goldene Aue, een vruchtbaar dal tussen de Südharz en Kyffhäuser, door dit gebied vloeit de Helme. Door de stad zelf stroomt de beek de Gonna.

### Bestuurlijke indeling
Sangershausen bestaat uit 14 Ortschaften (dorpen) en 1 stad met 3 wijken, deze zijn:
| - Breitenbach - Gonna - Grillenberg - Großleinungen - Horla | - Lengefeld - Morungen - Oberröblingen - Obersdorf - Riestedt | - Rotha - Wettelrode - Wippra - Wolfsberg |

- Sangerhausen

Brühlberg
Pfeiffersheim
Taubenberg

### Annexaties
Op 1 oktober 2005 werd de Verwaltungsgemeinschaft Sangerhausen opgeheven en de gemeenten die hiervan deel uitmaakten (Gonna, Grillenberg, Horla, Lengefeld, Morungen, Oberröblingen, Obersdorf, Rotha en Wettelrode) zijn bij de stad gevoegd. Op dezelfde datum zijn ook de gemeenten Breitenbach, Großleinungen en Wolfsberg van de voormalige Verwaltungsgemeinschaft Roßla-Südharz aan de gemeente toegevoegd. Op 1 december 2005 werd de gemeente Riestedt van de Verwaltungsgemeinschaft Allstedt-Kaltenborn aan de stad toegevoegd.

## Geschiedenis
Sangerhausen is een door de Franken gestichte plaats. De gemeente wordt voor het eerst schriftelijk vermeld in 840 in het tiendboek van de abdij van Hersfeld. In 991 hoort het dorp bij het klooster Memleben, in 1194 werd aan de plaats stadsrechten verleend en in 1263 kreeg de stad een stadsmuur. In 1485 verviel de stad aan de Albertijnse linie van het Huis Wettin.
Belangrijke middelen van bestaan in de middeleeuwen waren zowel de zilver- als de kopermijnbouw. Omdat in 1525 vele inwoners van de stad deelnamen aan de Boerenoorlog werd de stad veroordeeld tot het betalen van een boete van 5000 gulden en zeven executies. Vanaf 1539 kreeg de Reformatie vaste voet aan de grond in de plaats. Tot aan de 19e eeuw ging de mijnbouw achteruit tot deze geheel stopte.
In 1815 werd Sangerhausen Pruisisch. Het spoor werd aangelegd in 1865. Hierdoor industrialiseerde de plaats, waarbij diverse fabrieken ontstonden in Sangerhausen, zo werden bijvoorbeeld piano's, diverse machines, meubels en Suiker geproduceerd. In 1951 begon het "volkseigen bedrijf" Thomas-Müntzer-Schacht weer met de winning van kopererts. De mijn werd echter na de Duitse Hereniging van 1990 door de Treuhandanstalt gesloten. Stille getuigen van de mijnbouw in de omgeving zijn de Museumschacht in Wettelrode en een reusachtig bouwwerk in het noorden van Sangerhausen.

## Bezienswaardigheden
De stad heeft diverse bezienswaardigheden, waaronder:
- diverse kerken
- het Europa-Rosarium (geopend in 1903), met de grootste rozencollectie ter wereld
- het Spengler Museum met het skelet van een mammoet.

## Politiek
De gemeenteraad van de plaats telt 36 leden, ook heeft de burgemeester zitting in de gemeenteraad, waardoor deze in totaal 37 zetels kent. De burgemeester is Fritz-Dieter Kupfernagel en deze is rechtstreeks gekozen door de inwoners van de stad. De voorzitter van de gemeenteraad wordt door de leden van de raad gekozen en is een andere persoon dan de burgemeester. De raadsperiode in Sangershausen loopt van 1 juli 2004 tot en met 30 juni 2009.

### Zetelverdeling
- CDU: 11 zetels
- SPD: 4 zetels
- FDP: 3 zetels
- B.I.S.: 7 zetels (Freie Wahler Gemeinschaft)
- NPD: 1 zetel
- Linkspartei: 10 zetels

### Stedenbanden
De gemeente kent een jumelage (stedenband) met drie andere gemeenten, namelijk:
- Baunatal in Hessen (Duitsland)
- Trnava in Slowakije
- Zabrze in Polen

## Infrastructuur
De stad is aangesloten op de Bundesstraßen B80 (Halle (Saale) - Kassel) en de B86 (Erfurt - Maagdenburg). De gemeente wordt verder ontsloten door de autosnelwegen A38 (de Südharzautobahn) en de A71 (de Thüringer-Wald-Autobahn).
In Sangerhausen kruisen de spoorlijnen van Halle (Saale) - Kassel en Magdeburg - Erfurt. Ook is er een verbinding met een regionale spoorlijn naar Halle (Saale).

## Externe links

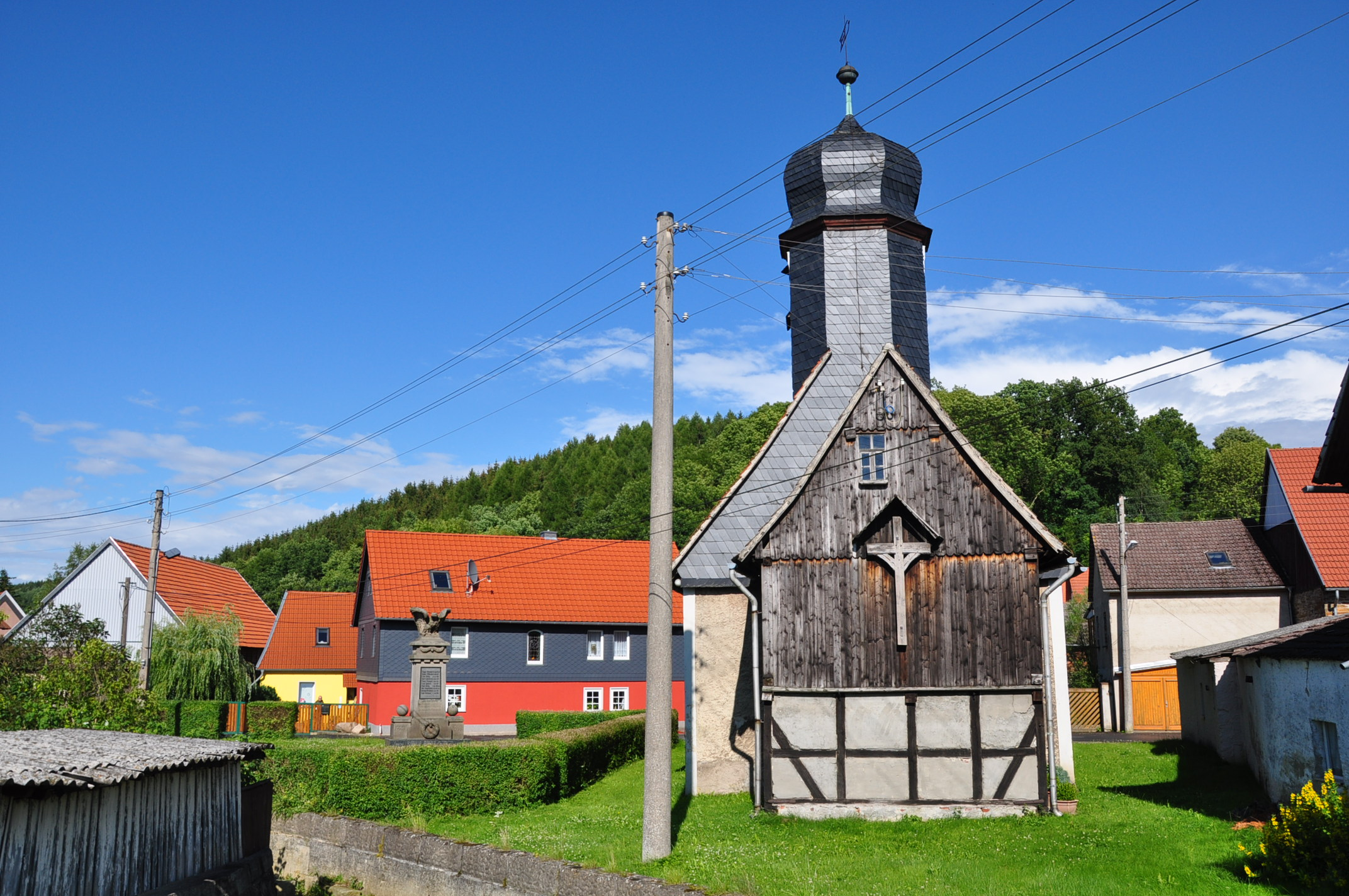
Ortschaft Wolfsberg
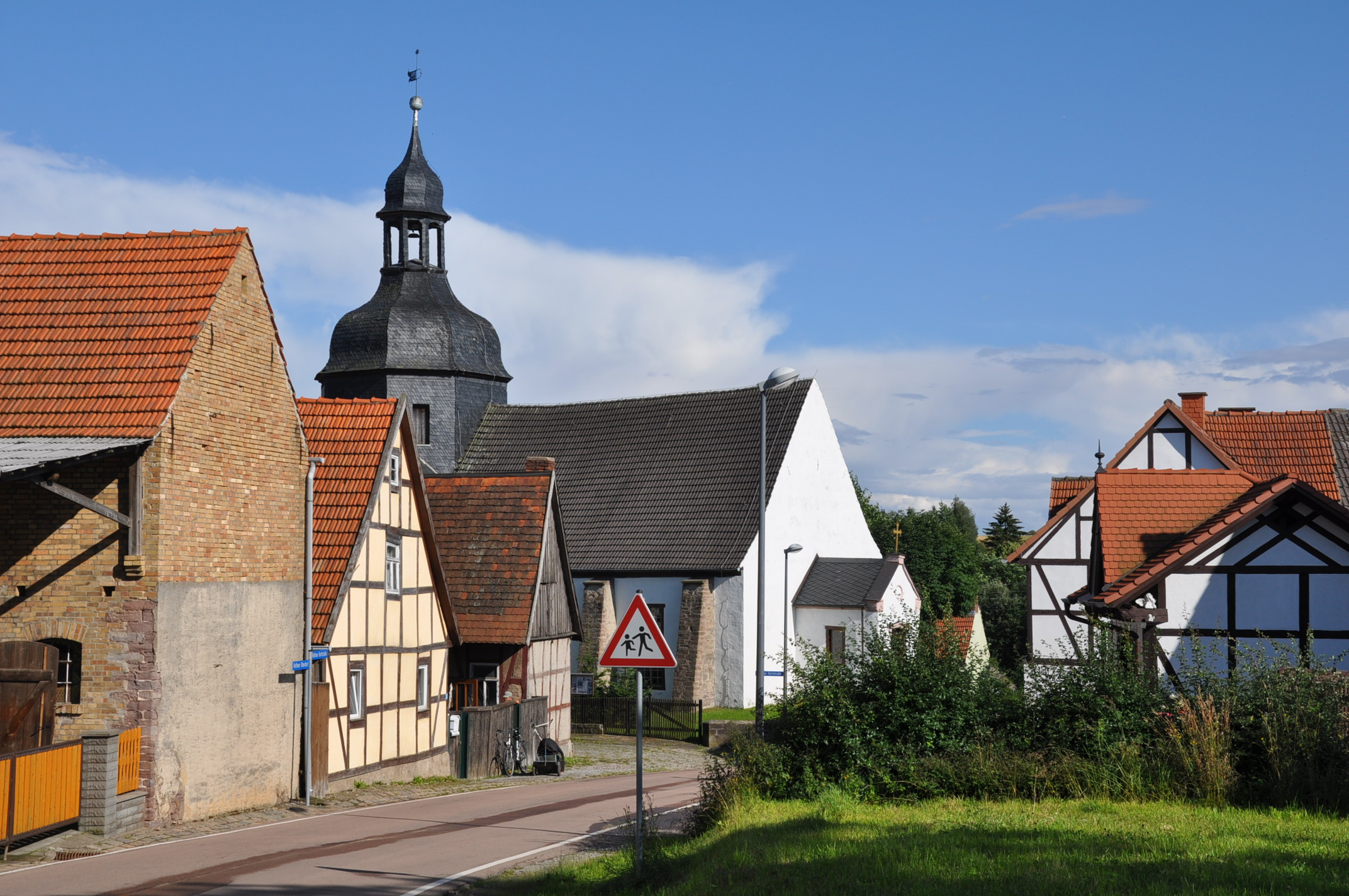
Ortschaft Rotha
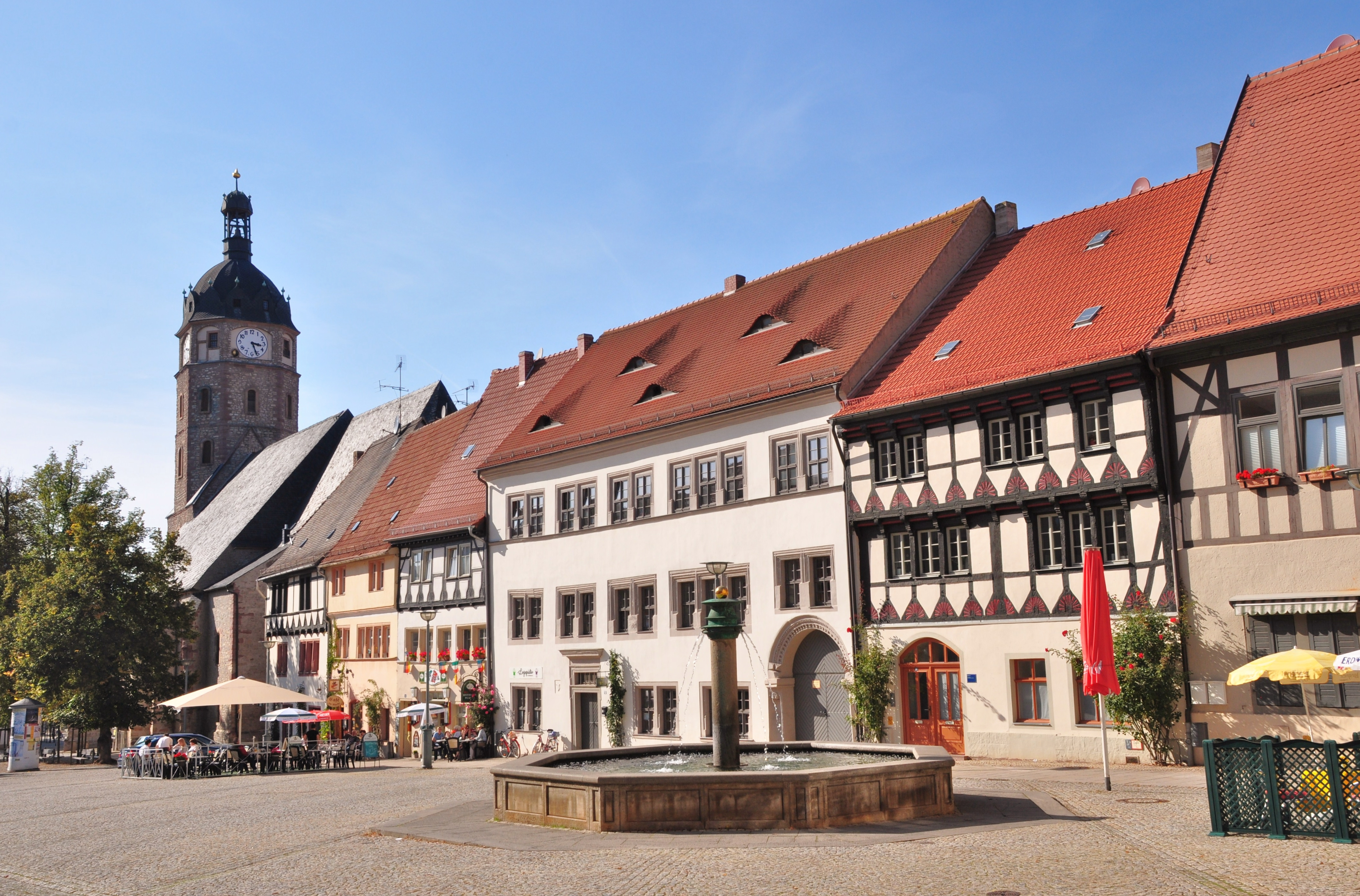
Stadsplein Sangerhausen
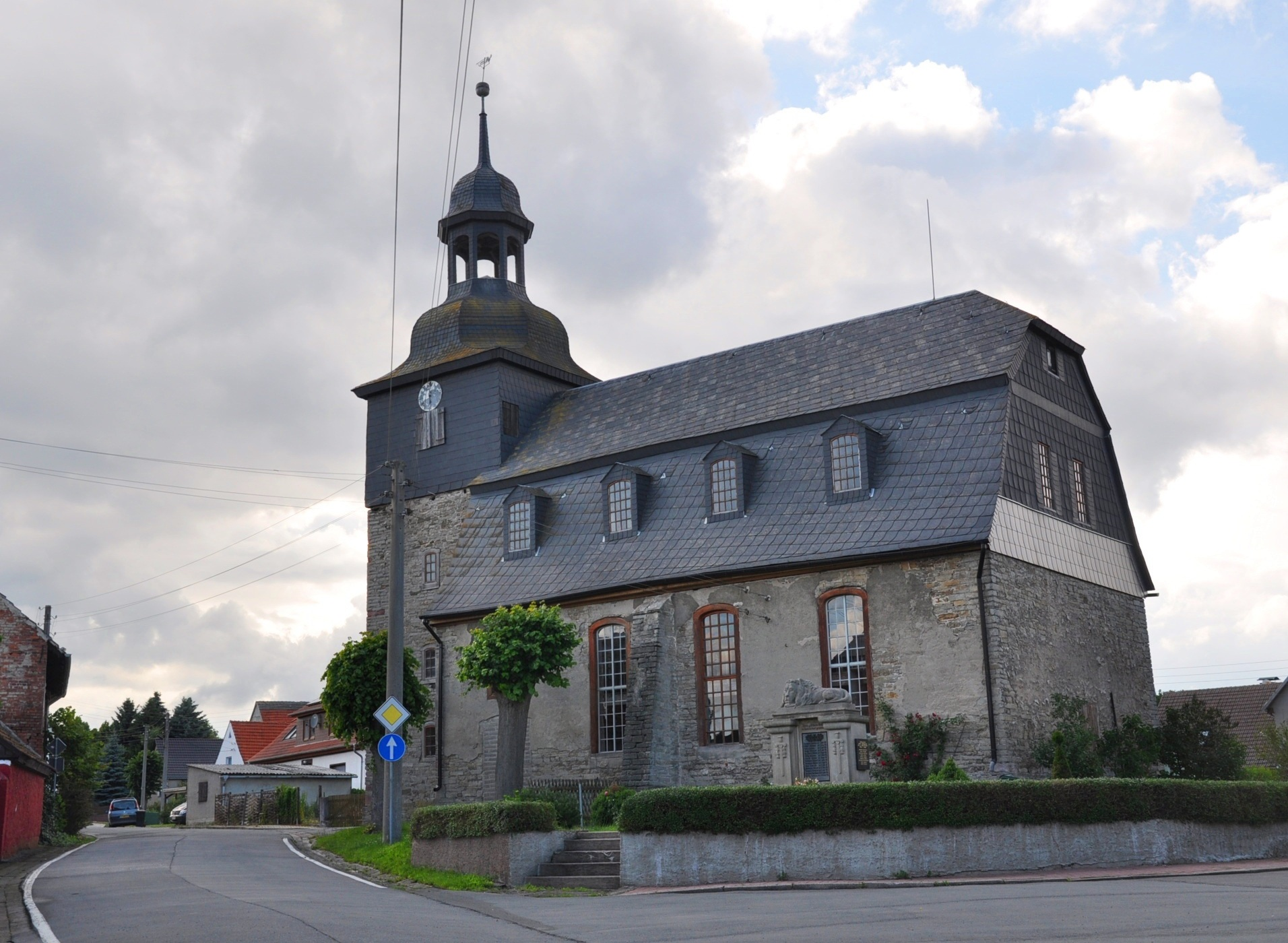
Ortschaft Breitenbach